# Wilson Simonal
Wilson Simonal de Castro (Río de Janeiro, 23 de febrero de 1938-São Paulo, 25 de junio de 2000) era un cantante brasileño de mucho éxito en las décadas de 1960 y 1970, llegando a comandar un programa en la TV Tupi, Spotlight, y dos programas en Record TV, Show em Si... Monal y Vamos S'imbora, lo que le llevó a firmar lo que se consideraba en el momento, el contrato de publicidad más grande para un artista brasileño, con la compañía británica Shell.
El cantor tenía la técnica de esmerada y calidad vocal, Simonal vio su carrera ir en decadencia después de un episodio en el que se asoció su nombre con el DOPS (Departamento de Orden Político y Social), que implicaba la tortura de su contador Viviani Raphael. El cantante acabaría siendo procesado y condenado por extorsión mediante secuestro. Durante este proceso, elaboró un documento que decía que él era el delator, lo que acabó llevando a Simonal al ostracismo y a la condición de paria de la música popular brasileña.
Sus principales logros son Balanço Zona Sul, Lobo Bobo, Mamãe Passou Açúcar em Mim, Nem Vem que não Tem, Tributo a Martin Luther King, Sá Marina (que también llegó a ser grabada por Sérgio Mendes y Stevie Wonder, como Pretty World), País Tropical de Ben Jorge, lo que sería su mayor éxito comercial, y A Vida É Só pra Cantar. Simonal tuvo una hija, Patricia, y dos hijos, también músicos: Wilson Simoninha y Max de Castro.

## Infancia
Hijo de Maria Silva de Castro, una cocinera y ama de llaves, y de Lúcio Pereira de Castro, radiotécnico. Los dos eran del Estado de Minas Gerais y se trasladaron a Río de Janeiro. Le dieron el nombre de Simonal en honor al médico que realizó el parto. Por parte de su padre, lo que debería haber sido Simonard Roberto de Castro se convirtió en eventual Simonal de Castro. Estudió en una escuela católica y llegó a tener clases de música coral ("canto orfeónico") por formar parte del coro y después se trasladó a una escuela pública. En la plaza Antero de Quental, donde los jóvenes se reunían para pasar el fin de semana, llegó a causar alguns alborozos cantando canciones de la época en inglés. Allí conoció a Edson Bastos, hijo del pianista Pinto Bastos Alda, quien le enseñó a tocar la guitarra y el piano y con quien quiso formar un grupo musical.
Los planes de formar un grupo musical fueron interrumpidos cuando Simonal fue llamado a servir en el 8 º Grupo de Artillería Motorizada Costa (8 GACOSM) y en este cuartel, que era famoso por su equipo de fútbol y su banda, Simonal aprendió a comandar plateas, ya que él era el jefe de los seguidores del equipo de fútbol del quartel, además de participar en varios bailes como cantante:

"Me di cuenta que podía dominar el público. Como, no sé como explicar realmente. Descubrí el valor de la entonación y aprendí que hay un secreto en la forma de hablar, en la forma de mirar, en la forma de comportarse. Cuando no gritaba, me imponía con la mirada, naturalmente."
Wilson Simonal en la entrevista al periódico Folha de São Paulo, 17 de julio de 1967

## Carrera

### Primer conjunto, la carrera en solitario, "Beco das Garrafas" y el debut en la Televisión
En 1960, Simonal dejó el Ejército como sargento y, se unió con su hermano Zé Roberto y sus amigos Marcos Moran, Edson Bastos y Zé Ary, para formar el grupo de música "Dry Boys”. El conjunto duró hasta los primeros meses de 1961, cuando se presentaron en el programa "Club Rock" de Carlos Imperial, en la TV Tupi. Después de la presentación intentaron un contrato con una discográfica, a través de Imperial, pero fueron rechazados. Esto llevó al grupo a terminar con su carrera y Simonal siguió su carrera en solitario bajo la protección de Imperial, además de convertirse en el crooner del Conjunto Guaraní.
Con el final del "Dry Boys", Simonal estaba sin un lugar donde vivir, ya que vivir en la casa de su madre en Areia Branca  y trabajar en la Zona Sur no era posible. Carlos Imperial lo contrató como su secretario junto con Erasmo Carlos, y encontraron una manera de que Simonal viviera en la casa de Eduardo Araujo quien en su adolescencia vivió en un pequeño apartamento alquilado por su padre, en Catete. En este momento, Simonal llegó a sustituir a Cauby Peixoto en una presentación en la antigua Radio Nacional de Río, conseguido un contrato. Sin embargo, la estancia en la casa de Eduardo Araujo no duró mucho y se mudó al apartamento de Imperial. En una de las presentaciones del Club del Rock conoce a Tereza Pugliesi, quien se convertiría en su esposa, y empieza a salir con ella.
Ese mismo año se convierte en el crooner del club nocturno Drink, donde incluso llega a grabar dos canciones para un LP que sólo saldrían en 1962. Sus actuaciones en el club hizo que ganara un contrato con Odeon,  cuando en diciembre de 1961, lanzó su primer sencillo "Teresa", un Chachachá que Imperial hizo en honor a la novia de Simonal, y "Biquínis e Borboletas". En el mismo mes dejó el club nocturno Drink y fue para el club nocturno Top Club. En los años 1962 y 1963, su grabadora lanzaría tres compactos más para poner a prueba la capacidad de respuesta de Simonal en diferentes estilos musicales, antes de lanzar su primer álbum en noviembre de 1963, Tem "algo más". Este disco contiene "Balance de la Zona Sur", que fue su primer éxito en las radios. Poco antes del lanzamiento del álbum, se casó con Teresa Pugliesi, ya embarazada de Wilson Simoninha, el 24 de octubre de 1963.
El álbum y la música le dará más actuaciones, causando una invitación del dueto Miele & Boscoli para que dejara el Top Club para presentarse en los conciertos que ellos organizaban, conocidos como "pocket shows" en el "Beco das Garrafas". Simonal aceptó y participó en varias presentaciones entre comienzos de 1964 y mediados de 1965.

"cuando apareció como cantante en el "Beco das Garrafas", Simonal era destacado en su tiempo: gran voz, un sentido de división igual a los mejores cantantes de América y una capacidad de hacer gato y zapato del ritmo, sin apartarse de la melodía o apelar para los "scats" fáciles"
El periodista Ruy Castro sobre la aparición de Simonal en el "Beco das Garrafas"

El 6 de abril de 1964 nace el primer hijo, Simonal Pugliesi de Castro. En julio de 1964, lanza otro compacto "Nana" y "Lobo Bobo", conseguindo una buena recepción en las radios y ganando espacio para grabar su segundo álbum, una nueva dimensión de la Samba, que sigue siendo considerado por muchos como el mejor récord de la carrera de Simonal.
A finales de 1964, hace un circuito de 40 días con la bailarina Marly Tavares y con el conjunto Bossa Três, del pianista Luís Carlos Vinhas por Colombia con el espectáculo "Quem Tem Bossa Vai à Rosa", el primero de Miele & Boscoli que se había pensado para un teatro real, es decir, fuera del circuito del Beco das Garrafas. El éxito en el Beco das Garrafas y las canciones grabadas, trajeron el interés de la TV Tupi en la producción de un programa de televisión presentado por Simonal. Así, en enero de 1965 firmó un contrato para presentar el programa "Spotlight" y se traslada a San Paulo
El programa de TV fue un intento de reproducir músicas de forma más "sofisticada" y arreglos más parecidos al jazz estadounidense del momento, Miles Davis y Gil Evans. Por lo tanto, todos sus lanzamientos de este año siguen esa línea. Destacando el álbum auto titulado de marzo de 1965 el compacto del mismo mes, el compacto doble de julio de 1965 - acompañado por Bossa Tres y donde Caetano Veloso fue lanzado como compositor con su canción, "De Manhã" - y su cuarto álbum, “S'imbora”. Ejemplos de eso son los arreglos de, entre otros, Eumir Deodato y JT Meirelles.
Fue entonces cuando defendió "Rio de meu amor", de Billy Blanco y "Cada vez mais Rio" de Luís Carlos Vinhas y Ronaldo Boscoli, en el I Festival de Música Popular Brasileña, de la televisión Excelsior. Simonal parecía estar en sintonía con la música que se estaba realizando en el país. Además de ser el segundo en grabar a Caetano Veloso - su hermana, Maria Bethânia, ya había grabado, pero fue más conocido con Simonal - fue la segunda grabación de Chico Buarque, justo después de Geraldo Vandré (quien había defendido "Sonho de um carnaval "en 1965), pero antes de Nara Leão, a menudo recordada por ser quien lanzó el compositor que de Río. También fue el primero en registrar Toquinho, defendiendo una canción suya," Belinha ", en el III Festival de Música Popular Brasileira, 1967.

### Cambio de canal, malversación y el Mug
En enero de 1966, terminó el contrato de Simonal con la TV Tupi y él no quería renovarlo. En su lugar, firmó con la TV Récord que fue el mayor canal de televisión brasileño desde 1965, gracias a sus programas de música, en especial "O Fino da Bossa", dirigido por Elis Regina y Jair Rodrigues y que fue el baluarte de la Bossa Nova y de la Canción de Protesto, y en el programa "Joven Guardia", dirigida por Roberto Carlos, Erasmo Carlos y Wanderléa y propagador de ie-ie-ie.  Desde el principio, Simonal ya se convirtió en una atracción fija en el programa de Elis y Jair Rodrigues, y también participó en el programa de los “jóvenes guardistas”, algo que sólo él y Jorge Ben hacían.